# HD 28732
HD 28732，又名CP-62 357，SAO 249029、HR 1435，是一颗恒星，视星等为5.75，位于銀經273.64，銀緯-40.2，其B1900.0坐标为赤經4h 26m 36.1s，赤緯-62° -40.2′ 27″。